# Neoschwagerinoidea
Neoschwagerinoidea es una superfamilia de foraminíferos cuyos taxones se han incluido tradicionalmente en la superfamilia Fusulinoidea, del suborden Fusulinina y del orden Fusulinida. Su rango cronoestratigráfico abarca desde el Asseliense (Pérmico inferior) hasta el Djulfiense (Pérmico superior).

## Discusión
Clasificaciones más recientes incluyen Neoschwagerinoidea en la subclase Fusulinana de la clase Fusulinata.

## Clasificación
Neoschwagerinoidea incluye a las siguientes familias:
- Familia Neoschwagerinidae
- Familia Verbeekinidae